# ميلاني ريد
ميلاني ريد (بالإنجليزية: Melanie Reid)‏ هي صحفية بريطانية، ولدت في 1957.